# Москвич (завод)
«Москвич» — советский и российский автомобильный завод, выпускает автомобили одноимённой марки; ранее выпускал также автомобили марок Ford, ГАЗ, КИМ, Renault, Nissan.
Пущен 6 ноября 1930 года, собирал автомобили Ford из американских комплектующих, с 1933 года — филиал Горьковского автозавода. С 1939 года — самостоятельное предприятие Автомобильный завод имени КИМ; с 1945 года — Завод малолитражных автомобилей (ЗМА), позднее — Московский завод малолитражных автомобилей (МЗМА), с 1967 года — Автомобильный завод имени Ленинского комсомола (АЗЛК); до 1990-х годов серийно выпускал легковые автомобили «Москвич».
В 1998 году часть территории и цехов завода были переданы совместному автомобилестроительному предприятию правительства Москвы и Renault, которая первоначально называлась «Автофрамос», позднее завод перешёл под контроль компании «Рено Россия»; с 1998 по 2022 год выпускал автомобили марок Renault и Nissan. В 2002 году остававшаяся часть производственного комплекса остановлена и перепрофилирована. В мае 2022 года активы «Рено Россия» перешли в собственность правительства Москвы, а во второй половине 2022 года половина завода была продана ПАО КАМАЗ; вскоре завод освоил серийный выпуск легковых автомобилей под маркой «Москвич». Управляющая организация по состоянию на 2025 год — акционерное общество «Московский автомобильный завод „Москвич“».

## История предприятия

### Предыстория
В 1929 году комиссия, командированная ВСНХ СССР в США для выбора американских автопроизводителей, заключила с фирмой Ford Motor Company соглашение о технической помощи по организации и восстановлению в СССР производства легковых и грузовых автомобилей марки Ford чтобы наладить в СССР массовое производство автомобилей. Производство решили развернуть в Нижнем Новгороде. В период с 1929 по 1932 годы сооружался основной автомобильный завод (будущий ГАЗ). В то время было принято решение об организации отвёрточной сборки автомобилей Ford моделей A и АА из американских комплектующих на автосборочной площадке в Москве. Завод был построен в 1929—1930 годах при участии компании Ford на пересечении Московской окружной железной дороги и Остаповского шоссе (современный Волгоградский проспект).

### Начало деятельности
Свою деятельность завод начал 6 ноября 1930 года, приступив к сборке легковых и грузовых машин Ford. В декабре 1930 года постановлением Всесоюзного автотракторного объединения завод стал именоваться «Государственный автосборочный завод имени Коммунистического Интернационала молодёжи» (КИМ).
До 1933 года завод собирал автомобили Ford A и Ford AA из американских комплектующих. В 1933 году завод стал филиалом ГАЗ и перешёл на сборку автомобилей ГАЗ-А и ГАЗ-АА уже из советских комплектующих, поставляемых из Горького. ГАЗ-А собирались до 1936 года. Сборка грузовых автомобилей ГАЗ-АА шла до 1939 года, затем была перенесена в Ростов, на автосборочный завод.
В 1939 году завод стал самостоятельной частью Глававтопрома и получил название Московский автомобильный завод имени КИМ. В это время, специально под мощности завода КИМ был разработан малолитражный автомобиль КИМ-10. 20 августа 1939 года директором завода был назначен бывший начальник производства ЗИС Алексей Васильевич Кузнецов.
В 1940 году завод начал производство модели КИМ-10. Параллельно были разработаны модификации КИМ-10-51 фаэтон и КИМ-10-52 — седан с четырьмя дверьми. С началом Великой Отечественной войны завод был переориентирован на выпуск военной продукции.

### 1945—1991 годы
В мае 1945 года было принято постановление Совета народных комиссаров СССР о развёртывании строительства автозавода по выпуску малолитражных автомобилей «Москвич». Предприятие было переименовано в Завод малолитражных автомобилей (ЗМА), позднее — Московский завод малолитражных автомобилей (МЗМА).
В 1947 году начался серийный выпуск легковых автомобилей «Москвич-400». Эта модель была разработана на основе немецкого «Opel Kadett» образца 1938 года и выпускалась частично на трофейном оборудовании. В 1948 году началось производство полудеревянного фургона, а в 1949 году — и кабриолета на базе «Москвич-400». В 1954 году увидел свет модернизированный автомобиль «Москвич-401».
Наиболее успешными в истории завода были вторая половина 1950-х годов и 1960-е годы. В этот период модельный ряд завода обновлялся каждые несколько лет, «Москвичи» активно осваивали экспортные рынки и международные гоночные трассы. Именно в период с 1957 по 1967 годы на МЗМА работал впоследствии известный журналист и историк автоспорта Лев Шугуров.
В 1956 году начат выпуск нового «Москвича-402», а уже в июле 1958 года была проведена его модернизация, в ходе которой он получил верхнеклапанный двигатель, собранный на основе расточенного старого блока, но с полностью новой алюминиевой головкой цилиндров. Новая версия получила индекс «Москвич-407». На этих автомобилях в 1958 году заводская команда дебютировала на международных спортивных трассах. Помимо базовых седанов серийно выпускались модификации с кузовами «универсал» (впервые в стране) и «фургон», а также — полноприводная версия «Москвич-410».
В конце 1950-х годов, когда переходили на выпуск «Москвич-407», параллельно создали и испытали две серии внедорожников «Москвич-415».
Производство двигателя модели «Москвич-412» из-за загруженности самого МЗМА вскоре было решено перенести на Уфимский моторостроительный завод.
В декабре 1969 года обе модели получили прямоугольные фары вместо круглых спереди и горизонтальные, а не вертикальные, фонари — сзади.
В мае 1967 года с конвейера сошёл миллионный автомобиль марки «Москвич», им стал «Москвич-408».
В 1966 году во время визита Шарля де Голля в Советский Союз (20 июня — 1 июля) было подписано соглашение между автопроизводителями «Renault» и «Москвич». Тогда же вышло правительственное постановление о реконструкции МЗМА, которая началась в 1968 году. В ходе неё были введены в строй полностью новые производственные ветки конвейеров, работающие по технологии, лицензированной фирмой «Renault» и построенные с участием её специалистов. Параллельно был введён в строй и завод в Ижевске, также использовавший технологии «Renault». Оба завода были рассчитаны на выпуск до 200 тысяч машин в год каждый.
В октябре того же 1968 года завод получил новое имя: вместо «Московский завод малолитражных автомобилей» (МЗМА) он стал называться «Автомобильный завод имени Ленинского комсомола» (АЗЛК).
В 1971 году завершился этап масштабной реконструкции завода, проведённый при участии французской компании Renault. Был введён в строй новый главный корпус площадью 228 тысяч м², оснащённый новым технологическим оборудованием.
В сентябре 1971 года образовано производственное объединение «Авто-Москвич». Была открыта промплощадка № 2 в Текстильщиках, на которой могло бы производиться новое семейство. В сентябре 1973 года филиал АЗЛК открылся в городе Кинешме Ивановской области.
В 1972 году вышел на пенсию проработавший на «Москвиче» с самого его основания главный конструктор Александр Андронов. В 1974 году уходит ещё один ветеран завода — главный художник, создатель «Москвича-408» Б. С. Иванов. Их с Андроновым уход обозначил конец целой эпохи в истории предприятия. Место главного конструктора занял И. К. Чарноцкий, а дизайном стал руководить И. А. Зайцев.
Наступивший тогда период запомнился некоторым сотрудникам как «время удивительной творческой свободы». Именно в эти годы на смену обводам «увеличенного 408-го» (серии от 3-5-1 до 3-5-4) на кульманах конструкторов и плазах дизайнеров пришли сначала более современные «3-5-5» и «3-5-6», а затем и перспективные «Москвичи» серии «С» — автомобили с динамичным дизайном, независимой задней подвеской и передней типа «макферсон». 3 августа 1976 года на заводе была впервые создана отдельная дизайнерская служба. Примерно тогда же на АЗЛК решили «реанимировать» проект внедорожника «Москвич-415» разработки 1950-х годов, создав на его базе потенциального конкурента вазовской «Ниве» — «Москвич-2150» (дальше опытных образцов дело, впрочем, не пошло).
В 1974 году с главного конвейера завода сошёл двухмиллионный автомобиль «Москвич», он был модели «Москвич-412».
Тем временем полоса «свободы творчества» для дизайнеров завершилась с приходом на завод команды управленцев с ЗИЛа осенью того же 1976 года. С учётом отсутствия на заводе новых и готовых к производству моделей новые руководители попробовали найти готовую иностранную модель с отработанной технологией по аналогии с «ВАЗ». В частности, рассматривались такие варианты, как будущий Citroën BX и автомобиль, впоследствии выпускавшийся под обозначением Fiat Tipo. Эти поиски не увенчались успехом. К тому моменту (1976 год) на заводе были готовы машины серии С-1 (один показательный образец и не менее двух рабочих «мулов» для испытаний и краш-тестов), дизайн которых считался ещё не готовым к производству. Была создана более спокойная в экстерьере версия С-3, которую некоторые считали предсерийной, однако этот автомобиль также был признан неудачным.
Ситуация на заводе нашла отражение в художественном фильме «Гонки без финиша», который вышел на экраны в 1977 году.
Также в 1977 году на базе завода был открыт ДК АЗЛК — место для проведения досуга работников предприятия, существующее и по сей день под именем Культурный центр «Москвич».
К этому времени на заводе уже зрело решение о том, что новая модель «Москвича» должна быть переднеприводной. В инициативном порядке разрабатывался вариант переднеприводного прототипа на базе одной из машин серии С-1. В 1977 году состоялся техсовет, на котором инициативу закрепило руководство завода. Вскоре была разработана компоновка новой машины. Её представили на рассмотрение министру автомобильной промышленности Виктору Полякову и получили полную поддержку. При этом переход на переднеприводную схему означал не только забвение огромного труда по разработке и доводке опытных заднеприводных серий 3-5 и С, но и ещё бо́льшую задержку обновления модельного ряда АЗЛК — на цикл разработки «с нуля» модели, построенной по совершенно не знакомой заводу схеме, которая требовала огромного объёма исследовательской и конструкторской работы.
Эта работа заняла около десяти лет и для ускорения разработки потребовала привлечения в качестве прообраза иностранного автомобиля — франко-американской модели Simca 1308. По версии главного дизайнера АЗЛК тех лет И. А. Зайцева, этот прототип был навязан отраслевым министерством, а по версии главного конструктора завода в 1977—1985 годах Ю. А. Ткаченко — избран самим заводом в качестве «мула», носителя агрегатов для новой модели из-за отсутствия автомобилей такого класса в практике отечественного автостроения.
Основные достижения завода экспонировались в Музее АЗЛК, здание которого было открыто в 1980 году.

### 1990—2000-е годы
В начале 1990-х годов АЗЛК всё ещё оставался одним из крупнейших автомобилестроительных советских предприятий. На нём велись конструкторско-экспериментальные работы по созданию автомобилей и строительство нового моторостроительного завода. В краткосрочной перспективе готовился к серийному производству седан «Москвич-2142».
Модернизированный автомобиль «Святогор», производившийся в 1997—2001 годах, хотя и был улучшен по ряду наиболее проблемных узлов и агрегатов (заменённых импортными), к началу 2000-х годов уже морально устарел; кроме того, использование импортных комплектующих, которые в себестоимости автомобиля составляли более 50 %, после дефолта 1998 года сделало его производство экономически невыгодным. Затраты на рубль выпущенной «Москвичом» продукции в конце 1990-х годов дошли примерно до 136 копеек. Разница в 36 коп. на рубль компенсировалась из городского бюджета (завод принадлежал муниципалитету примерно на 60 %), то есть производство «Москвичей» по сути оказалось дотационным.
Несмотря на неоднократные финансовые вливания из бюджета Москвы, осенью 2001 года сборка комплектных автомобилей, а с 2002 года — и производство запчастей на заводе ОАО «Москвич» было остановлено в связи с фактическим банкротством предприятия. В 2003 году на заводе была запущена процедура банкротства, и юридически завод был признан банкротом 28 февраля 2006 года, а 5 декабря 2006 года состоялся аукцион по продаже имущества завода. По состоянию на эту дату кредиторская задолженность предприятия составляла 23,3 млрд рублей.
В 2005 году кузнечно-прессовое оборудование было продано в Китай, Индию, Турцию и Иран. В декабре 2006 года состоялась продажа на аукционе территории и имущества завода. Новый владелец, финансовая группа «Метрополь», планировала на «старой территории» (бывший завод МЗМА) построить офисные и жилые здания, а часть «новой территории» (бывший завод АЗЛК) продать под расширение сборочных мощностей ОАО «Автофрамос». К 2007 году ОАО «Москвич» полностью прекратило своё существование.
В 2009 году немецкая фирма Volkswagen AG купила товарные знаки завода с эмблемой «Москвич», однако выпуск самих машин под этой торговой маркой «VAG» возобновлять не стала и перевела автомобильный бренд «Москвич» в разряд «спящих».
В сентябре 2010 года ОАО «Москвич» после продажи имущества было официально ликвидировано.
В сентябре 2010 года завершена процедура банкротства. По заявлению конкурсного управляющего заводом Александра Иванова, завод полностью погасил долги по зарплатам, а также выплатил компенсации за вред здоровью и возмещение морального ущерба. Кредиторы получили 18 % от вложенных в производство средств.

#### Причины банкротства
Изначально автомобили Москвич-2141 планировалось комплектовать бензиновыми двигателями «АЗЛК-21415» (2 л, восемь клапанов, 113 л. с.), «АЗЛК-21416» (ранние — 1,8 л, 16-клапанный 125 л. с., последние версии — 2 л, 16 клапанов, 140 л. с.) и турбодизелем «АЗЛК-21413». С целью производства собственных двигателей в конце 1980-х годов на АЗЛК было начато строительство моторного завода (площадка МСП-3), и на его строительство был взят крупный кредит. К 1991 году моторный завод был готов на 90 %, однако СССР прекратил своё существование, а с ним остановилось и государственное финансирование.
Собственные двигатели завод производить так и не начал. Укомплектованные устаревшими двигателями «ВАЗ-2106» и «УЗАМ-3310» — «УЗАМ-3317» «Москвичи» смотрелись всё более бледно на фоне конкурентов, репутация автомобиля падала, финансовое состояние предприятия ухудшалось. В 1996 году завод остановился, встал вопрос о его банкротстве. В 1997 году завод был взят Правительством Москвы в доверительное управление. Прежнее руководство завода во главе с его директором Юрием Бородиным было отправлено в отставку, директором АЗЛК стал Рубен Асатрян. Для повышения технического уровня и потребительских качеств автомобилей «Москвич» было принято решение комплектовать их двигателями Renault. Однако после дефолта 1998 года и падения курса рубля закупать импортные двигатели стало невыгодно. Производственные трудности, ошибки менеджмента, падение спроса на фоне кризиса, общая хозяйственная неразбериха в стране и отсутствие зрелых финансовых механизмов привели к закономерному финалу — завод прекратил своё существование.

#### После банкротства
В 2011 году «VAG» продлил свои права на владение товарным знаком «Москвич» до 2021 года. Информация об этом вызвала определённое недовольство среди некоторых поклонников марки.
Ранее правами на бренд «Алеко» владела компания Volkswagen AG. Но компания не осуществляла выпуск автомобиля под этой маркой, и права на него вскоре могут быть оспорены на основании неиспользования в течение трёх лет с момента заявки.
На территории завода в 2012 году был создан Технополис «Москва».
31 марта 2014 года на главном фасаде завода по адресу Волгоградский проспект, д. 42 полностью демонтированы буквы «Москвич».

### ОАО «Автофрамос» (ЗАО «Рено Россия»)
ОАО «Рено Россия» в 1998 году выкупило недостроенный цех двигателей АЗЛК, в котором в 2005 году была развёрнута отвёрточная (SKD), а позже углублённая (CKD) сборка легковых автомобилей Renault Logan. В 2011 году «Рено Россия» расширил мощности своего производства с 75 000 до 160 000 автомобилей.
В ноябре 2011 года был запущен в производство «Duster» — бюджетный кроссовер на платформе Logan. К началу 2012 года «Автофрамос» расширил производственные мощности со 160 до 175 тыс. автомобилей в год. На «Автофрамосе» в три смены выпускались автомобили марки Renault: Logan, Sandero, Sandero Stepway, Megane и Fluence.
В октябре 2015 года появилась информация о возможном намерении компании Renault возродить торговую марку «Москвич» для выпуска под ней недорогих автомобилей, одноклассников моделей Duster, Sandero, Logan.
До марта 2022 года на заводе производились автомобили Renault Duster, Renault Kaptur и Renault Arkana.
23 марта 2022 года в связи с введением санкций из-за российского вторжения на Украину производство автомобилей на заводе было прекращено.

### В собственности Москвы
16 мая 2022 года все активы завода перешли в собственность правительства Москвы. Одновременно с этим весь пакет принадлежащих Renault акций (67,69 %) концерна АвтоВАЗ был передан в НАМИ, а Renault получил опцион на обратный выкуп своей доли в «АвтоВАЗе».
3 июня 2022 года ЗАО «Рено Россия» официально переименовано в Московский автомобильный завод «Москвич».
Во второй половине 2022 года половина завода была продана ПАО КАМАЗ.
20 октября 2022 года мэр Москвы Сергей Собянин сообщил, что открытие завода запланировано на декабрь 2022 года. Также Собянин предположил, что завод может стать центром электромобилестроения.
23 ноября 2022 года Столичный автомобильный завод «Москвич» возобновил работу. Началось производство городского кроссовера «Москвич 3», которое представляет собой крупноузловую сборку автомобиля Sehol X4 (также известен как JAC JS4) китайской компании JAC.
Церемонию запуска серийного производства открыли вице-премьер, глава Минпромторга Денис Мантуров и мэр Москвы Сергей Собянин. По словам Мантурова, продажи нового кроссовера марки «Москвич» начнутся в декабре.
18 января 2023 года стало известно, что первые электрические кроссоверы «Москвич 3е» появились в дилерских центрах. Официальные продажи автомобиля начнутся 1 февраля 2023 года. В российских регионах продажи кроссовера «Москвич 3» и электромобиля «Москвич 3е» стартовали 3 марта 2023 года в 23 городах с дилерскими центрами компании. За первые четыре месяца 2023 года было продано 35 электромобилей «Москвич 3е».
В июне 2023 года заммэра Москвы по вопросам транспорта Максим Ликсутов сообщил о передаче «Яндекс. Такси» 560 автомобилей, из которых 200 уже работает. Ранее мэр столицы Сергей Собянин сообщил о контрактах на поставку сервису 5 тысяч автомобилей «Москвич 3» и «Москвич 3е». К концу 2023 года планируется поставка 3 тысяч машин «Москвич 3» компаниям «Ситимобил» и «Таксовичкоф».
4 сентября 2023 года мэр Москвы Сергей Собянин вместе с гендиректором ПАО «Камаз» Сергеем Когогиным дали старт серийной сборке седана «Москвич 6», который внешне повторяет китайский JAC Sehol A5 Plus. Начало продаж было намечено на октябрь 2023 года.
27 октября 2023 года «Москвич» объявил о готовности покрасочного цеха к планирующемуся на начало 2024 года старту мелкоузловой сборки. Также было объявлено, что со второго квартала 2024 года модели «Москвич 3» и «Москвич 3е» будут собираться исключительно путём мелкоузловой сборки.
По итогам 2024 года в России продано свыше 23 тыс. автомобилей «Москвич», в том числе более 2,4 тыс. лифтбеков «Москвич 6» и свыше 1,3 тыс. электромобилей «Москвич 3е».
В апреле 2025 года мэр Москвы Сергей Собянин сообщил о совместной проработке проекта запуска в Республике Куба такси на базе автомобилей «Москвич». Гаване планируется передать 50 автомобилей для создания таксопарка.
В сезоне-2025/2026 Российской футбольной премьер-лиги «Москвич» стал официальным спонсором московского «Спартака». Логотип «Москвич» был размещён на игровой форме команды и появился на стадионе «Лукойл Арена». Команде в пользование были переданы 45 автомобилей различных моделей бренда: кроссоверы «Москвич 3», седаны «Москвич 6» и флагманский «Москвич 8».

## Руководство
В течение почти 25 лет, с 1968 по 1992 годы, директором завода был Валентин Коломников.
В 2022 году директором завода стал Дмитрий Пронин.
29 июня 2023 года Ханс-Петер Мозер был назначен генеральным директором, а Дмитрий Пронин — председателем совета директоров компании.

## Санкции
19 октября 2022 года, на фоне вторжения России на Украину, «Москвич» включён в санкционный список Украины так как завод «вовлечён в сектора экономики, которые обеспечивают значительный источник доходов правительства Российской Федерации».
14 сентября 2023 года, в ответ на российское нападение на Украину, завод включён в блокирующий санкционный список США против промышленного сектора экономики России.

## Модельный ряд

### Довоенные автомобили завода имени КИМ
| Модель                       | Годы выпуска |
| ---------------------------- | ------------ |
| Ford Model A (1927) (фаэтон) | 1930—1933    |
| Ford Model AA (грузовик)     | 1930—1932    |
| ГАЗ-А (фаэтон)               | 1933—1936    |
| ГАЗ-АА (грузовик)            | 1932—1939    |
| КИМ-10-50 (седан)            | 1940—1941    |
| КИМ-10-51 (кабриолет)        | 1940—1941    |
| КИМ-10-52 (седан)            | 1940—1941    |

### 1-е поколение
| Модель                       | Годы выпуска |
| ---------------------------- | ------------ |
| Москвич-400-420 (седан)      | 1946—1954    |
| Москвич-400-420А (кабриолет) | 1949—1954    |
| Москвич-400-420Б (пикап)     | 1946—1954    |
| Москвич-400-420К             | 1954         |
| Москвич-400-420М (седан)     | 1947—1954    |
| Москвич-400-420Э (пикап)     | 1946—1954    |
| Москвич-400-421 (универсал)  | 1946―1947    |
| Москвич-400-422 (фургон)     | 1948—1956    |
| Москвич-401-420 (седан)      | 1954—1956    |
| Москвич-401-422 (фургон)     | 1954—1956    |
| Москвич-Э403-424             | 1949—1950    |
| Апа-7                        | 1951―1955    |

### 2-е поколение
| Модель                                 | Годы выпуска |
| -------------------------------------- | ------------ |
| Москвич-402 (седан)                    | 1956—1958    |
| Москвич-423 (универсал)                | 1957—1958    |
| Москвич-410 (полноприводной седан)     | 1957—1958    |
| Москвич-407 (седан)                    | 1958—1963    |
| Москвич-423Н (универсал)               | 1958—1963    |
| Москвич-430 (фургон)                   | 1958—1963    |
| Москвич-410Н (полноприводной седан)    | 1958—1961    |
| Москвич-411 (полноприводной универсал) | 1959—1961    |
| Москвич-403 (седан)                    | 1962—1965    |
| Москвич-424 (универсал)                | 1963—1965    |
| Москвич-432 (фургон)                   | 1963—1965    |

### 3-е поколение
| Модель                   | Годы выпуска                                                          |
| ------------------------ | --------------------------------------------------------------------- |
| Москвич-408 (седан)      | 1964—1976                                                             |
| Москвич-426 (универсал)  | 1967—1976                                                             |
| Москвич-433 (фургон)     | 1967—1976                                                             |
| Москвич-412 (седан)      | 1967—2003: 1967—1975 (АЗЛК) 1967—1998 (ИжМаш), прочая партия до 2003. |
| Москвич-427 (универсал)  | 1967—1976                                                             |
| Москвич-434 (фургон)     | 1967—1976                                                             |
| Москвич-2138 (седан)     | 1976—1982                                                             |
| Москвич-2136 (универсал) | 1976—1982                                                             |
| Москвич-2733 (фургон)    | 1976—1982                                                             |
| Москвич-2140 (седан)     | 1976—1988                                                             |
| Москвич-2137 (универсал) | 1976—1985                                                             |
| Москвич-2734 (фургон)    | 1976—1981                                                             |
| Москвич-2315 (пикап)     | 1984—1988                                                             |
| Москвич-2140-117 (седан) | 1980—1987                                                             |

### 4-е поколение
| Модель                                      | Годы выпуска |
| ------------------------------------------- | ------------ |
| Москвич-2141 (хетчбэк)                      | 1986—1998    |
| Москвич-2142 (седан)                        | 1990—1991    |
| Москвич-2335 (пикап)                        | 1994—2002    |
| Москвич-2901 (фургон)                       | 1997—2002    |
| Москвич-2141-02 «Святогор» (хетчбэк)        | 1998—2002    |
| Москвич-2142-02 «Святогор» (седан)          | 1998—2002    |
| Москвич-2335-02 «Святогор» (пикап)          | 1998—2002    |
| Москвич-2901-02 «Святогор» (фургон)         | 1998—2001    |
| Москвич-2141-R5 «Юрий Долгорукий» (хетчбэк) | 1998—2002    |
| Москвич-2142-R5 «Князь Владимир» (седан)    | 1998—2002    |
| Москвич-2142-S «Иван Калита» (седан)        | 1999—2002    |
| Москвич-2142-SO «Дуэт» (купе)               | 1999—2002    |

### 5-е поколение
| Модель                     | Годы выпуска           |
| -------------------------- | ---------------------- |
| Москвич 3 (кроссовер)      | с 23 ноября 2022 года  |
| Москвич 3e (эл. кроссовер) | с 18 января 2023 года  |
| Москвич 6 (седан)          | с 4 сентября 2023 года |
| Москвич 5 (кроссовер)      | с конца 2023 года      |
| Москвич 8 (кроссовер)      | с конца 2024 года      |

### Экспериментальные
- 1940 — КИМ-10-52, выпущено 2 автомобиля, один из них хранится в московском политехническом музее.
- 1947 — Москвич МЗМА-400-420, купе, опытный вариант грузовой машины[60].
- 1947 — Москвич МЗМА-400-421, универсал, прототип с частично деревянным пятидверным кузовом (для экономии металла), созданный на базе фургона 400—422. Было построено несколько экспериментальных машин (в том числе вариант с дверями, открывавшимися по ходу движения), но в серию модель не пошла.
- 1949 — Москвич МЗМА-403Э-424Э, опытная модель москвича. Планировалось что эта обновлённая модель заменит на конвейере устаревшую 400-ю модель. МЗМА-403Э-424Э отличались наружными навесными панелями кузова, коробкой передач с переключателем на рулевой колонке, капотом аллигаторного типа, горизонтально расположенным запасным колесом. Силовой каркас кузова и шасси остались без изменений. Для внедрения нового кузова (424) требовались новые штампы, которые МЗМА самостоятельно изготовить не мог, валюта на их приобретение за границей так же не была выделена, и новый кузов в серию не пошёл.
- 1951 — Москвич МЗМА-403Э-424Э, купе, прототип спортивной модели, построенный на базе экспериментальной модели «403-423Э». На двух построенных экземплярах использовался либо опытный двигатель модели «403», либо форсированный модели «400», у которого головка и впускной коллектор были отлиты из алюминия, изменены фазы газораспределения, увеличен диаметр впускных клапанов и установлен масляный радиатор. При массе 850 кг машина достигала скорости 123 км/ч.
- 1955 — Москвич МЗМА-402, один из первых прототипов популярной малолитражки. Кузов этого автомобиля был спроектирован на Горьковском автозаводе, там же были изготовлены мастер-модели для производства наружных панелей и других деталей. Первый опытный образец в дизайне экстерьера представлял собой практически копию «Волга» ГАЗ-21 (со скидкой на размеры), создававшейся параллельно.
- 1956—1958 — Москвич МЗМА-444, выпущена небольшая установочная серия, послужил прототипом для ЗАЗ-965, выпускавшегося в 1960—1969 гг. на заводе «Коммунар» под маркой «Запорожец».
- 1957 — Москвич-415, первая серия, внедорожник, рамный полноприводной, с открытым кузовом в стиле «Виллис-МБ».
- 1958 — Москвич-415, вторая серия, внедорожник, рамный полноприводной, с открытым кузовом в стиле «Виллис-МД» (Jeep М-38А1).
- 1959—1961 — Москвич-415, третья серия, внедорожник, рамный полноприводной, с открытым кузовом оригинального дизайна, серийно не выпускался.
- 1959—1961 — Москвич-416, внедорожник, рамный полноприводной, с закрытым кузовом (на базе Москвич-415 второй серии), серийно не выпускался.
- 1959 — Москвич МЗМА-А9, 8-местный экспериментальный микроавтобус, построенный на базе агрегатов легкового автомобиля «Москвич-402» и отдельных узлов ГАЗ-21. У него был несущий стальной четырёхдверный кузов, двигатель впереди и независимая подвеска передних колёс. На машине, построенной в единственном экземпляре, стояли двигатель модели «407», опытная коробка передач, однотипная с применявшейся на гоночном «Москвиче Г1-405». Задняя торцевая дверь была двустворчатой. На базе автобуса были изготовлены два образца кузова вагонного типа для унифицированного с ним фургона «Москвич ФВТ», рассчитанного на 500 кг груза. Созданный образец «Москвич-А9» был впоследствии передан на Московский завод автомобильных кузовов (впоследствии Московский завод специализированных автомобилей) по инициативе его директора К. Д. Дурнова, где использовался в служебного транспорта как минимум до конца 1960-х годов. Технические характеристики: длина — 4050 мм, ширина — 2000 мм, высота — 1810 мм, база — 2310 мм, снаряжённая масса — 1500 кг, рабочем объём — 1360 см³, мощность — 45 л. с., максимальная скорость — 100 км/ч. Серийно не выпускался.
- 1963 — Москвич-408 «Турист», купе-кабриолет класса GT (Gran Turismo), опытный автомобиль с двухдверным кузовом, оснащённый съёмной жёсткой крышей. Машина была создана на базе Москвича-408 «Элит» с четырёхфарной системой головного света, готовившегося к производству, приводилась в движение двигателями, оснащёнными экспериментальной системой впрыска топлива с электронным управлением. Двери прототипа были лишены рамок стекла, формула пассажирской вместимости «2+2». По некоторым данным, один из собранных автомобилей имел наружные панели кузова из алюминия. Без крыши жёсткость кузова серьёзно снижалась, поэтому днище было усилено Х-образной поперечиной.
- 1970 — Москвич АЗЛК-3-5-2, седан.
- 1970 — Москвич АЗЛК-3-5-3, универсал.
- 1971 — Москвич АЗЛК-3-5-4, седан.
- 1972 — Москвич АЗЛК-3-5-5, седан.
- 1973 — Москвич АЗЛК-3-5-6 «Элегант», седан.
- 1975 — Москвич АЗЛК-2150, внедорожник, дальнейшее развитие прототипа Москвич-416, рамный полноприводной, с закрытым кузовом, серийно не выпускался.
- 1975 — Москвич АЗЛК-С-1 «Меридиан» , фастбэк.
- 1976 — Москвич АЗЛК-С-2 «Дельта», хетчбэк.
- 1977 — Москвич АЗЛК-С-3 «Меридиан», хетчбэк.
- 1978 — Москвич АЗЛК-С-4 «Дельта», фастбэк.
- 1987 — Москвич АЗЛК-21416SE 4x4, полноприводной хетчбэк, 5-дверный прототип семейства 2141, собранный в количестве нескольких штук. Трансмиссия для этого автомобиля была создана в сотрудничестве с британской компанией «FFD». В серийное производство эта модель не пошла, однако опыт накопленный при её создании был в дальнейшем использован при создании других полноприводных автомобилей завода, к примеру, Москвич-2344.
- 1988 — Москвич АЗЛК-2131 «Круиз», универсал повышенной вместимости УПВ, макетный образец, при разработке 41-го семейства был составлен план опытно-конструкторских работ, подразумевающий как создание основных моделей семейства, так и будущее расширение модельного ряда предприятия. Однако, в отличие от производственного плана по выпуску продукции, проектные работы не подразумевают обязательное доведение каждого из направлений до конечного результата. В то время на АЗЛК главными были работы по седану «2142» и модификациям хетчбэка «2141», а некоторые остальные разработки, включая «2131» не планировалось доводить до производства. Дальше масштабных макетов развитие модели «2131» не пошло.
- 1988 — Москвич АЗЛК-2139 «Арбат», минивэн, планировалось изготавливать его на филиале «Москвич» в Сухиничах.
- 1990 — Москвич АЗЛК-2142 «Алеко», седан, «Алеко» седан был создан к 1990 году, руководство предприятия планировало запустить его в массовое производство в 1992 году, но из-за экономических трудностей выпуск автомобиля был отложен на неопределённое время и так никогда и не начался. На основе базового автомобиля «Москвич» АЗЛК-2141 на заводе планировали наладить выпуск седана «Москвич» АЗЛК-2142 «Алеко». К его проектированию приступили почти сразу же после постановки на конвейер базовой модели. «Алеко» имел слегка подретушированную внешность в сравнении с хетчбэком: были созданы несколько иные бамперы и решётка радиатора, изменилась задняя часть кузова. В проекте была предусмотрена установка нового силового агрегата объёмом 1800 см³ — 16-клапанного 2,0-литрового Renault F7R или F4R. Было выпущено единичное количество экземпляров автомобиля, которые стали раритетом для автоколлекционеров и поклонников марки. В 1998 году на основе АЗЛК-2142 с удлинённой на 200 мм базой был налажен выпуск мелкосерийных люксовых модификаций «Князь Владимир», который, в свою очередь, послужил основой для авто бизнес-класса «Иван Калита» с базой, удлинённой на 400 мм.
- 1990 — «Москвич» АЗЛК-2141КР «Алеко-спорт», прототип гоночного автомобиля, предназначенного для участия в соревнованиях раллийной группы «B». Спорткар был построен в Управлении конструкторских и экспериментальных работ (УКЭР) молодыми специалистами АЗЛК. Силовой установкой этому «Москвичу» служил двигатель объёмом 1995 см³, мощностью 175 л. с. с двумя карбюраторами Weber, расположенный в центре силового каркаса из лонжеронов и труб. Кардинальное снижение веса достигнуто за счёт использования интегральных откидывающихся передней и задней панели из стеклопластика. Передние колёса имеют подвеску «Макферсон», задняя подвеска — многорычажная.
- 1990 — Москвич АЗЛК-2143 «Яуза», седан, кватро 4×4.
- 1990 — Москвич АЗЛК-2141SW, универсал.
- 1991 — Москвич АЗЛК-2144 «Истра», седан, концепт-кар 2000 года, дюралевый кузов (производство в г. Киров), дизель фирмы Elsbett работающий на рапсовом масле, отсутствовала средняя стойка кузова, так как передняя и задняя двери были единой конструкцией и она открывалась вертикально вверх, прибор ночного видения и индикация показаний приборов на лобовом стекле, уникальная автоматическая трансмиссия. Единственный макетный образец находится в музее на Рогожском валу в Москве.
- 1991 — Москвич АЗЛК-3733 «Тонник», 8-местный микроавтобус, выпущено 3 опытных образца. Помимо восьмиместного микроавтобуса «Тонник» на узлах «Москвич-2141», планировали создать фургон для совместного производства с Братиславским автозаводом (словацкое название модели BAZ-MNA 1000) . Предполагали ставить бензиновые двигатели «Москвич-414» и дизели 413 (65 л. с.), в том числе с турбонаддувом (82—85 л. с.). Из трёх выпущенных экземпляров один находится в музее на Рогожском валу, второй — в музее в Братиславе, третий — в Музее индустриальной культуры.
- 1996 — Москвич-X, универсал повышенной вместимости УПВ, макетный образец.
- 1997 — Москвич-2141-02 «Святогор» (обновлённый) — обновлённый вариант модели «Святогор». Единственный макетный образец остался стоять на заводе.
- 1998 — Москвич-ЛГС, седан бизнес-класса, макетный образец.
- 2000 — Москвич-2344 4x4, полноприводной пикап, один из выпущенных экземпляров стоит в музее на Рогожском валу.
- 2000 — Москвич-2142r5 «Князь Владимир» (обновлённый) — обновлённый вариант модели «Князь Владимир» (с иным оформлением передней и задней части). Уже были заказаны штампы для наружных панелей кузова. Под капотом должен был работать новый двухлитровый двигатель Renault F4R мощностью 140 л. с. На смену задней подвеске со скручивающейся балкой должна была прийти независимая трёхрычажная. Единственный макетный образец остался стоять на заводе.
- 2000 — Москвич-Х-1, седан бизнес-класса, макетный образец.
- 2000 — Москвич-Х-2, минивэн, создан на базе седана Х-1, макетный образец. Далее разработки и создания макетных образцов дело не дошло.

### Автоспортивные
- Москвич-404
- Москвич-405
- Москвич-Г1
- Москвич-Г2
- Москвич-Г3
- Москвич-Г4
- Москвич-Г5
- Москвич АЗЛК-2141КР «Алеко-спорт»

### Электромобили и гибриды
- Москвич-3е — автомобиль оснащён 68-сильным мотором на передней оси. Запас хода на одной зарядке достигает 410 км по методике WLTP.
- М5 — REV, гибрид с расширенной дальностью — до 2 тыс. км без необходимости подзарядки. Планируется выпустить модель до 2027 года[61].